# Mosiera calycolpoides
Mosiera calycolpoides är en myrtenväxtart som först beskrevs av August Heinrich Rudolf Grisebach, och fick sitt nu gällande namn av Attila L. Borhidi. Mosiera calycolpoides ingår i släktet Mosiera och familjen myrtenväxter. Inga underarter finns listade i Catalogue of Life.